# عمر ديالو
عمر ديالو (بالفرنسية: Oumar Diallo)‏ هو لاعب كرة قدم سنغالي في مركز حراسة المرمى ولد في يوم 28 سبتمبر 1972 في مدينة دكار عاصمة السنغال لعب مع ناي دياراف في السنغال، كما لعب مع نادي الرجاء الرياضي ونادي أولمبيك خريبكة في المغرب ونادي سكارياسبور في تركيا، لعب مع منتخب السنغال لكرة القدم 32 مباراة دولية وشارك معهم في بطولة كأس العالم لكرة القدم 2002 في كوريا الجنوبية واليابان وإعتزل اللعب في سنة 2006.

## روابط خارجية
- عمر ديالو على موقع الاتحاد الدولي (مؤرشف)  (الإنجليزية)
- عمر ديالو على موقع اتحاد تركيا (لاعب) (الإنجليزية)
- عمر ديالو على موقع قاعدة بيانات كرة القدم.إي يو (الإنجليزية)
- عمر ديالو على موقع ناشيونال فوتبول تيمز (الإنجليزية)
- عمر ديالو على موقع عالم كرة القدم.نت (الإنجليزية)